# Hayastani Ankaxowt'yan Gavat' 1998
La Hayastani Ankaxowt'yan Gavat' 1998 (conosciuta anche come Coppa dell'Indipendenza) è stata la settima edizione della Coppa nazionale armena. Il torneo è iniziato 6 marzo con il turno preliminare e si è concluso il 31 maggio 1998. Il Tsement Ararat ha vinto la coppa per la prima volta battendo in finale il FC Yerevan.

## Quarti di finale
Gli incontri di andata si disputarono tra il 10 e l'11 mentre quelli di ritorno il 25 aprile 1998.
| Squadra 1        | Totale | Squadra 2                | Andata | Ritorno |
| ---------------- | ------ | ------------------------ | ------ | ------- |
| Ararat Yerevan   | 1 - 5  | FC Yerevan               | 0 - 3  | 1 - 2   |
| Tsement Ararat   | 2 - 1  | Shirak Gyumri            | 1 - 1  | 1 - 0   |
| Karabakh Yerevan | 1 - 6  | Pyunik Yerevan           | 1 - 5  | 0 - 1   |
| SK VV            | 0 - 7  | Erebuni-Homenmen Yerevan | 0 - 4  | 0 - 3   |

## Semifinale
Gli incontri si disputarono il 9 maggio 1998.
| Squadra 1                | Risultato | Squadra 2      |
| ------------------------ | --------- | -------------- |
| FC Yerevan               | 0 - 0     | Pyunik Yerevan |
| Erebuni-Homenmen Yerevan | 0 - 1     | Tsement Ararat |

## Finale
La finale si svolse il 31 maggio 1998.
| Erevan 31 maggio 1998                                                                 | Tsement Ararat | 3 – 1        | FC Yerevan | Razdan Stadium (4.000 spett.) |
| \| \| \| \| \| Manukyan 32’ Srakisyan 37’ Okhoyan 66’ \| Marcatori \| 90’ Minasyan \| |                |              |            |                               |
|                                                                                       |                |              |            |                               |
| Manukyan 32’ Srakisyan 37’ Okhoyan 66’                                                | Marcatori      | 90’ Minasyan |            |                               |